# MicroXwin
MicroXwin — замена X-серверу для операционных систем семейства Linux.
Поскольку клиент-серверная архитектура не используется, это позволит снизить затраты процессорного времени и ОЗУ, увеличить производительность, так как процессору не нужно выполнять множество операций по обмену сообщениями между сервером и клиентами. Высокая производительность достигается также за счет того, что MicroXwin выполнен в виде модуля ядра. Он копирует данные из пользовательского пространства в буфер кадров, а затем на экран. Однако тут очевиден недостаток системы: при крахе MicroXwin также произойдет крах ядра. Кроме того, нет сетевой прозрачности, как в X11.
Для модуля необходимо всего 500Кб памяти, тогда как стандартная X-система занимает порядка 20Мб.

## Распространение
Вся часть Xlib полностью открыта, но модуль ядра проприетарный.

## Совместимость с клиентами и Xlib
MicroXwin в настоящее время не полностью совместим с различными рабочими окружениями как GNOME, KDE, Xfce, Icewm и другими. Однако сейчас ведутся активные работы по повышению совместимости. Как уже выше упоминалось, все библиотеки MicroXwin полностью открыты.
В первую очередь позиционируется для использования во встраиваемых системах — мобильных телефонах, КПК, игровых приставках.